# ابن ابی مریم شیرازی
ابن ابی مریم نصربن علی شیرازی مفسر، نحوی و ادیب قرن شرحی بر کتاب ایضاح ابوعلی در سال ۵۶۵ هجری قمری نوشته‌است. زمان وفات ۶۰۰ هجری قمری آمده‌است.